# Врањска област
Врањска област је била административна јединица Краљевине Срба, Хрвата и Словенаца.

## Географија
Планинска је област, у порјечјима горње јужне Мораве и горње Пчиње.
Од мањих цјелина сјеверне Србије овој области припадају: Пољаница, Иногоште, Пчиња, Клисура, Власина, Масурица. Висока је у источној половини, а сведена према јужној Морави. Главне су ријеке јужна Морава и Пчиња. Поред Мораве су пространа поља: Врањско и Лесковачко, која су везана Гредличком Клисуром. У области је Власинско Блато, на великој висини и са свих страна затворено, а отиче ријеком Власином.
Врањска област спаја Сјеверну и Јужну Србију више него и један други крај ових двију српских земаља. Већи је дио ове области у Јужној Србији, гдје захвата поријечје Биначке Мораве до Ристовца изнад Врања, горњу Пчињу до Козјака и Рујна, и горњу Криву Ријеку до Псаче. Овамо се, осим државне границе на истоку, према Бугарској, граничи на југу брегалничком и скопском, а на западу косовском облашћу.

## Привреда
У овом је делу је један од најважнијих сребрних и златних рудника у цијелој краљевини: славно Ново Брдо.

## Становништво
249.321 становника, Српско је становништво било у већини, али је знатан број досељених Арбанаса и поарбанашених Срба (Арнауташа), чија група чини скоро четвртину становништва области (59.845).

## Административна подела
Основу области чини ранији Врањски округ, коме су одузети неки срезови на северу и западу а додати на југу:
- Лесковачки и Власотиначки срез су прикључени Нишкој области,
- Јабланички срез (Лебане) је прикључен Косовској области, а Гњилански срез ранијег Косовског округа је прикључен Врањској области.
- Прешевски и Кривопаланачки срез ранијег Кумановског округа су прикључени Врањској области.

Област је тако садржавала срезове:
- Босиљградски
- Гњилански
- Кривопаланачки
- Масурички (Сурдулица)
- Пољанички (Владичин Хан)
- Прешевски
- Пчињски (Врање)

Цела област је 1929. постала део Вардарске бановине, у истој целини су се опет нашли и Лесковац, Власотинце и Лебане.

## Велики жупани
- Исидор Ст. Витас од 1927.
- Марко Новаковић до 1927.[2]
- Ђорђе Бошковић од 1923.
- Драгомир Тодоровић до 1923.[3]